# Tennessee (rijeka)
Tennessee je rijeka u SAD-u, najveći pritok rijeke Ohio. Duga je oko 1049 km (652 milje) i nalazi se na jugoistoku SAD-a. Nekad je nazivana i Cherokee, dok današnje ime dolazi od riječi Tanasi, tj.  naziva naselja Cherokee indijanaca.
Rijeka Tennessee nastaje spajanjem rijeke Holston i rijeke French Broad River. 